# Парк культури і відпочинку (Великі Геївці)
Парк культури і відпочинку — парк-пам'ятка садово-паркового мистецтва місцевого значення. Об'єкт розташований на території Ужгородського району Закарпатської області, с. Великі Геївці.
Площа — 4 га, статус отриманий у 1969 році.